# نواب صفوي
السيد مجتبى ميرلوحي (بالفارسية: سید مجتبی میرلوحی)، المعروف بالسيد مجتبى نواب صفوي، رجل دين شيعي وزعيم منظمة فدائيو الإسلام الأصولية الإيرانية، كان يدعو إلى نبذ التفرقة الطائفية بين المسلمين. أعدم نواب صفوي رميًا بالرصاص في 18 يناير 1956 بسبب معارضته لشاه إيران رضا بهلوي.

## ولادته
ولد في «خان آباد» في ضواحي طهران عام 1924م. والده جواد مير لوحي رجل دين شيعي دافع عن حقوق الناس ومات في السجن.

## دراسته
درس المرحلة الابتدائية في مدينة قم حيث كان يعيش برعاية خاله، ثم انتقل إلى عبدان للعمل، ومنها التحق بالدراسة في النجف في العراق حيث تتلمذ على يد الشيخ الأميني والسيّد هادي الميلاني ومحمد الطهراني.

## حركة فدائيي الإسلام
هي منظمة مناوئة لحكم الشاه كانت تدعو لنبذ الطائفية بين المسلمين، كما كانت تدعو إلى العمل على تطبيق الإسلام. تأسست عام 1956م.

## نشاطاته السياسية
كانت له لقاءات مع الشاه محمد رضا بهلوي والرئيس السوري أديب الشيشكلي، وياسر عرفات أيام دراسته في القاهرة، كما التقى سيد قطب، وسافر إلى القدس ودعا إلى مناهضة هجرة اليهود إليها. كما زار القاهرة وألقى خطابات حماسية دعاهم فيها إلى طرد الإنكليز وتأميم القناة.
وكان نواب صفوي قد زار القاهرة وقوبل بحماس شديد وترحيب حار من قبل الإخوان المسلمين الذين رافقوه لزيارة مراقد أهل البيت في مصر وانتقد جمال عبد الناصر في أحد خطاباته في إحدى جامعات القاهرة لاعتقاله عناصر الإخوان.
قُتل أحمد كسروي على يد اثنين من أتباعه؛ حيث حكم صفوي على كتابات كسروي بأنها كتب ضلال. إثر ذلك اعتقل نواب صفوي وأودع السجن، ولكن بضغط من الجماهير أفرج عنه.
بعد خروجه من السجن وجّه الجماهير ضد حكومة الشاه، وقد كان خطيباً بارعاً يجذب الجماهير بكلماته وأفكاره، فتم اعتقاله وسجنه مرات عدة على خلفية مواقفه وأفكاره. ثم بعد ذلك انتقل نواب صفوي مع حركة فدائيي الإسلام إلى العمل السري بعدما أصبحوا ملاحقين من سلطات الشاه، وقامت مجموعات من هذه الحركة بتصفيات واغتيالات لسياسيين وشخصيات إيرانية.
بعد عودة الشاه الإيراني من إيطاليا حاول صفوي أن ينفذ عملة اغتيال لرئيس الوزراء حسين علاء عام 1955م فحكم على نواب صفوي وثلاثة آخرين من حركته بالإعدام.

## وفاته
بعد محاولة اغتيال رئيس الوزراء الإيراني الأسبق (حسين علاء)، صدر حكم بإعدامه، وقد حاولت مجموعة أن تثني حكومة الشاه عن تنفيذ حكم الإعدام وكان منهم السيد الخميني وجماعة الإخوان المسلمين في مصر إلا أن جميع هذه الجهود لم تنجح، ونفّذ الحكم عام 1955م.